# Ligne 87 (Infrabel)
La Ligne 87 est une ligne de chemin de fer en Belgique, en grande partie fermée. Elle reliait Bassilly à Tournai via Renaix.

## Histoire

### Genèse
Dans les années 1860, deux sociétés de chemin de fer privées sont constituées pour bâtir et exploiter deux chemins de fer dont le tracé doit se recouper aux abords de la ville de Renaix :
- le Chemin de fer d'Anvers à Tournai vers Douai, concédé à la société éponyme[1] ;
- le Chemin de fer de Braine-le-Comte à Courtrai, dont la société passe un accord avec la Compagnie du chemin de fer du Centre pour que cette dernière en assure l'exploitation[2].

Les deux concessionnaires, rapidement regroupés sous la bannière de la Société générale d'exploitation de chemins de fer, qui missionne sa principale constituante la Compagnie des chemins de fer des bassins houillers du Hainaut pour la construction de son réseau, rencontreront de multiples difficultés d'ordre financier conduisant au rachat par l’État belge de ces deux chemins de fer non-encore construits parmi 601 km du réseau de la SGE. Selon les clauses de la convention régissant cet achat, le Gouvernement se réserve le droit de modifier le tracé de ces lignes afin d'éviter un double emploi, ce qui conduit au gommage de la section finale menant à Braine-le-Comte, qui faisait doublon à la section d'Enghien à Braine du Chemin de fer de Gand à Braine-le-Comte, déjà construit, et à des modifications de tracé. Cette convention prévoit toujours que les Bassins Houillers réaliseront, à forfait, les lignes rachetées, mais cette société se retrouve en faillite à la suite de la débâcle financière de leur dirigeant, Simon Philippart. Entretemps, une société de construction dont le capital émane de la Banque de Belgique est mise sur pied pour reprendre la construction des lignes rachetées par l’État ainsi que d'un "bouquet" de lignes nouvelles. Elle réalise ainsi toutes les sections encore inachevées des deux concessions précitées mais la banque de Belgique, moribonde, sera entraînée dans la chute des sociétés de Philippart et sa liquidation aura lieu 1885.
- la section de Bassily à Renaix correspond à la concession de Braine-le-Comte à Courtrai, dont le prolongement est repris sous le nom de ligne 83 ;
- la section de Renaix à Tournai est comprise dans la concession d'Anvers à Douai dont les autres sections sont les lignes 61, 82 et 88A tandis que son prolongement de la frontière Française à Douai est réalisé par la Compagnie du Nord.

### Mise en service (1880-1883)
La ligne 87 ouvre par étapes :
- de Bassily à Lessines le 17 juillet 1880 ;
- de Lessines à Flobecq le 5 juin 1882 ;
- de Flobecq à Ellezelles le 1er septembre 1882 ;
- d’Ellezelles à Renaix le 15 octobre 1883 ;
- d'Amougies à Pecq le 1er septembre 1882 ;
- de Pecq à Tournai le 1er novembre 1882.

Entre Renaix et Amougies, la ligne date du 1er juin 1869 et a été inaugurée du temps de la Compagnie de Braine-le-Comte à Courtrai en même temps que le reste de la ligne 83.
L'ensemble des sections constituant la ligne 87 sont parcourables le 1er octobre 1883. Elle est toujours restée à voie unique et n'a pas été électrifiée. Son tracé partant à ses deux extrémités du chemin de fer direct de Bruxelles à Tournai et Lille fait qu'elle n'est que rarement parcourue de bout en bout par le même train.

### La concurrence routière (1932-1949)
Au début de l'année 1932, une ligne d'autobus privée est mise en service par un autocariste, Achille Roman, en suivant la ligne ferroviaire entre Tournai et Renaix la loi n'imposant à cette époque qu'une autorisation royale malgré la concurrence avec la ligne ferroviaire,.
Un second service d'autobus est également mis en service à la même période entre Renaix et Lessines en suivant la chaussée entre ces deux villes (N57) par Ellezelles, Flobecq et Ogy (tableau 347-242 en 1938).
Au début de la guerre, la ligne d'autobus Tournai - Renaix est supprimée. Le permis de l'autocariste étant arrivé à son terme en 1942, la Société nationale des chemins de fer belges (SNCB) en réclame après la guerre en 1946 la concession, étant prioritaire vu que la ligne longue une ligne ferroviaire. L'autocariste historique Achille Roman est cependant chargée d'exploiter la ligne et devient donc fermier de la SNCB. L'ancienne ligne privée devient alors un service complémentaire d'autobus de la SNCB (les « bus verts ») mais est limitée au parcours Tournai - Escanaffles,,.
La ligne d'autobus Renaix - Lessines est également devenu un service complémentaire à la ligne ferroviaire (tableau 224 en 1946).
Par ailleurs, deux autres lignes suivent la ligne ferroviaire à cette époque :
- la ligne Tournai - Nederbrakel (tableau 254 en 1946), ancienne ligne privée devenue service complémentaire d'autobus de la SNCB longeant la ligne au sud-est entre Tournai et Renaix (N48) et au nord après Renaix desservant notamment les localités de Celles et le hameau des Quatre Vents d'Ellezelles[12];
- la ligne Renaix - Herseaux (tableau 295 en 1946), ancienne ligne privée également créée par  Achille Roman, devenue service complémentaire d'autobus de la SNCB qui longe la ligne entre Renaix et Amougies[8],[12].

### Suppression (1950-1964)
En 1950, le service fret et voyageur sur la section Kain - Amougies est supprimé, le service d'autobus complémentaire Tournai - Escanaffles devient un service de substitution, dévié par la gare d'Orroir où il assure la correspondance avec la ligne 83 dont la section Amougies - Renaix est commune avec la ligne 87 (Orroir étant située juste avant Amougies sur la ligne 83). Cette dernière section est fermée au trafic voyageur le 2 août 1959 en même temps que la ligne 83 (également remplacée par un service d'autobus).
Le 22 août 1960, la section Ellezelles - Bassilly est fermée au trafic voyageur. La dernière section entre Renaix et Ellezelles est fermée le 16 avril 1964. Le service sur la section Renaix - Bassilly est assuré par un service d'autobus de substitution sous l'indice 87 en remplacement de l'ancien service complémentaire avec des services prolongés à Enghien (le service Tournai - Escanaffles l'étant sous l'indice 87a),.
En 1977, ces lignes sont transférées à la SNCV puis en 1991 au TEC Hainaut qui les exploite toujours sous l'indice 97 entre Tournai et Renaix (ex. 87a) et 87 entre Renaix et Enghien (ex. 87b),,.

### La ligne 231 (1959-1975)
Entre 1959[réf. nécessaire] et le démantèlement des voies en 1977, la partie de la ligne entre Tournai et Kain porte le numéro 231. Des trains de marchandises entre Tournai et Kain circulent jusqu’en 1975.

### Vestiges et section Lessines - Ollignies

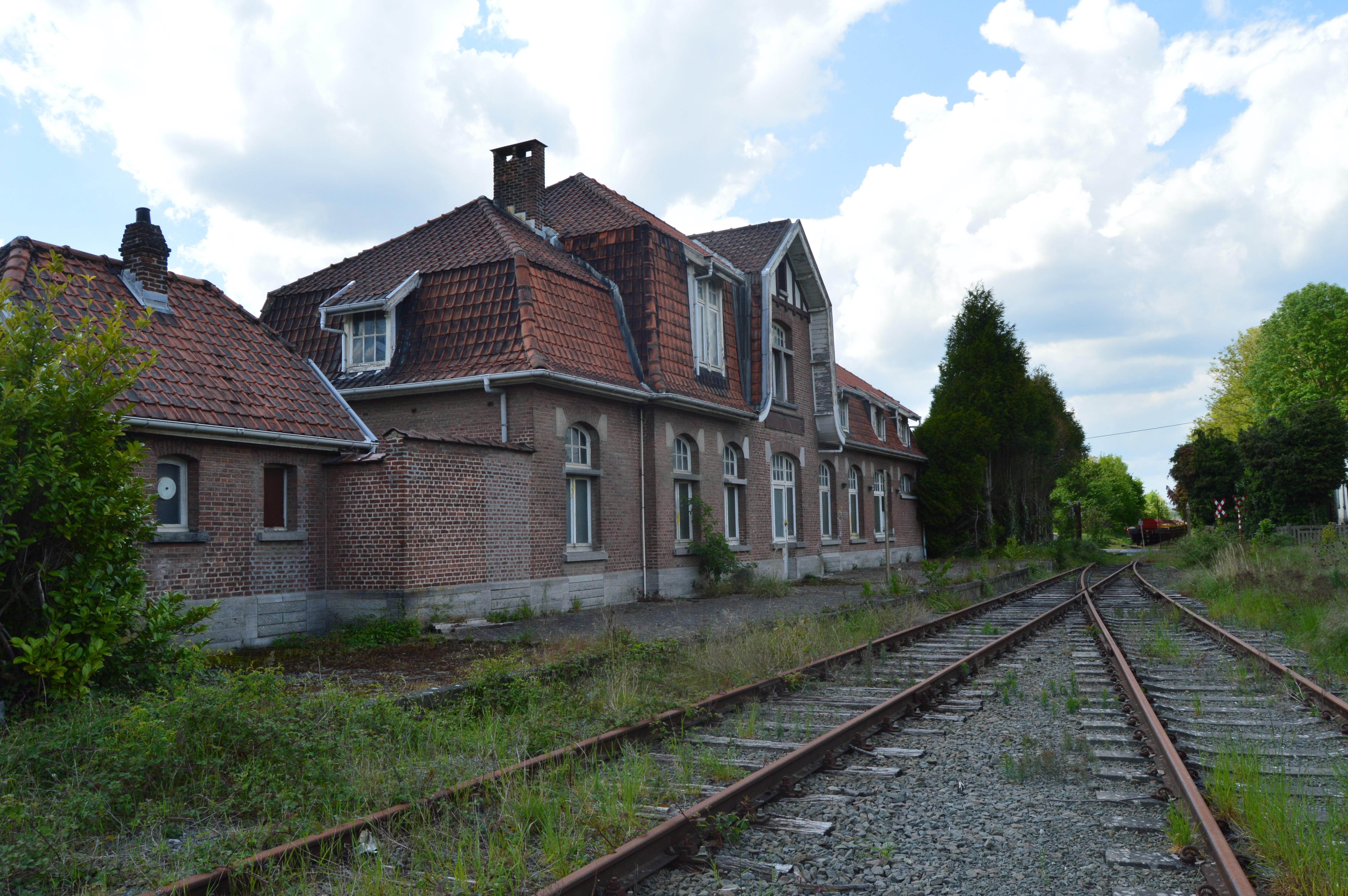
Gare d’Ollignies, 2019

Après le démantèlement des voies, il ne reste aujourd'hui que la section entre Lessines et Ollignies où se trouve l’usine de béton Dupuis qui fabrique des traverses pour les chemins de fer nationaux.

## Liaisons avec autres lignes
Dans les endroits suivants, il y avait des connexions avec des autres lignes de chemin de fer:
Bassilly
Ligne 94 entre Hal et Blandain
Lessines
Ligne 90 entre Denderleeuw et Saint-Ghislain
Rigoudrie
Ligne 82 entre Alost et Renaix
Ellezelles
Ligne 82 entre Alost et Renaix
Renaix
Ligne 82 entre Alost et Renaix
Ligne 83 entre Courtrai et Renaix
Ligne 86 entre De Pinte et Basècles-Carrières
Amougies
Ligne 83 entre Courtrai et Renaix
Tournai
Ligne 78 entre Saint-Ghislain et Tournai
Ligne 88A entre Tournai et Rumes
Ligne 94 entre Hal et Blandain